# Alexander Medina
Alexander Jesús „Cacique” Medina Reobasco (ur. 8 sierpnia 1978 w Salto) – urugwajski piłkarz pochodzenia włoskiego występujący na pozycji napastnika, reprezentant Urugwaju, trener piłkarski.

## Kariera klubowa
Medina pochodzi z miasta Salto. W wieku juniorskim występował kolejno w tamtejszych zespołach Peñarol de Salto (już w wieku pięciu lat), Sol de América i Ferro Carril FC. Początkowo występował głównie na pozycji pomocnika, dopiero w późniejszym czasie został przesunięty do ataku. Od czternastego roku życia w barwach seniorów Ferro Carril występował w regionalnych rozgrywkach Liga Salteña de Football, zaś jako dziewiętnastolatek przeniósł się do miasta Tacuarembó, gdzie w 1997 roku jako zawodnik tamtejszego Club Fritsa triumfował w lokalnej lidze Asociación de Fútbol de Tacuarembó. Równocześnie występował również w reprezentacji departamentu Tacuarembó. Pierwszy profesjonalny kontrakt podpisał ze skromną ekipą Huracán Buceo ze stołecznego Montevideo, w którego barwach zadebiutował w urugwajskiej Primera División w 1998 roku. Wtedy też strzelił swojego pierwszego gola w najwyższej klasie rozgrywkowej, a w Huracánie spędził ogółem dwa lata, nie potrafiąc się przebić do pierwszego składu.
W styczniu 2000 Medina odszedł do drugoligowego Central Español, co okazało się bardzo udanym ruchem – w sezonie 2000 jako niekwestionowana gwiazda drużyny (czternaście zdobytych goli) wywalczył z nią awans do pierwszej ligi. Na najwyższym szczeblu występował jeszcze w Español przez rok, po czym odszedł do drugoligowego Liverpool FC z Montevideo. Tam od razu wywalczył sobie niepodważalne miejsce w drużynie prowadzonej przez Julio Ribasa i w sezonie 2002 – u boku graczy takich jak Jorge Fucile czy Sebastián Soria – awansował z Liverpoolem na najwyższy szczebel rozgrywek (on sam wydatnie przyczynił się do tego sukcesu, strzelając trzynaście bramek). Dobrą passę kontynuował również w pierwszej lidze, kiedy to w sezonie 2003 wywalczył koronę króla strzelców ligi urugwajskiej (zdobył dwadzieścia dwa gole), jako pierwszy w historii, któremu udała się ta sztuka w barwach Liverpoolu. Ogółem w ekipie tej występował przez dwa lata.
W styczniu 2004 Medina przeszedł do krajowego giganta – stołecznego Club Nacional de Football. Tam stworzył skuteczny duet napastników z Sebastiánem Abreu i wciąż imponował bramkostrzelnością; w sezonie 2004 drugi raz z rzędu został królem strzelców ligi (tym razem zanotował dwadzieścia sześć trafień) i wywalczył z Nacionalem wicemistrzostwo Urugwaju. Pół roku później – podczas półrocznych rozgrywek 2005 – zdobył natomiast z ekipą prowadzoną przez Martína Lasarte tytuł mistrza Urugwaju. W sierpniu 2005 został piłkarzem beniaminka ligi hiszpańskiej – Cádiz CF, którego trenerem był jego rodak Víctor Espárrago. W Primera División zadebiutował 28 sierpnia 2005 w przegranym 1:2 spotkaniu z Realem Madryt, a pierwsze gole strzelił 15 stycznia 2006 w wygranej 2:0 konfrontacji z Málagą, zdobywając obydwa gole dla Cádiz. Znacznie zawiódł jednak oczekiwania, notując słabe występy i sporadycznie wpisując się na listę strzelców, a na koniec sezonu 2005/2006 spadł z Cádiz do drugiej ligi. Na zapleczu spędził w jego barwach jeszcze rok, bezskutecznie walcząc o powrót do Primera i nie potrafił odzyskać formy strzeleckiej z ligi urugwajskiej.
W sierpniu 2007 Medina został wypożyczony do innego drugoligowca – Racingu Ferrol, gdzie grał przez sezon z kiepskim skutkiem (tylko trzy gole) i spadł z nim do trzeciej ligi hiszpańskiej. Bezpośrednio po tym powrócił do klubu, w którym święcił największe sukcesy – Club Nacional de Football. W sezonie 2008/2009 wywalczył z nim swoje drugie mistrzostwo Urugwaju, jednak sam spisywał się przeciętnie i po zakończeniu rozgrywek przeniósł się do argentyńskiego Arsenalu de Sarandí. W argentyńskiej Primera División zadebiutował 29 sierpnia 2009 w przegranym 1:3 meczu z Vélezem Sarsfield, lecz mimo pewnego miejsca w składzie nie zdołał zdobyć w Arsenalu żadnego gola. W styczniu 2010 podpisał umowę z chilijskim Uniónem Española ze stołecznego Santiago, w chilijskiej Primera División debiutując 3 lutego 2010 w zremisowanym 0:0 pojedynku z Palestino. Pierwszą bramkę strzelił za to jedenaście dni później w wygranym 2:1 spotkaniu z Huachipato. Ogółem w Uniónie grał przez rok bez poważniejszych osiągnięć.
W styczniu 2011 Medina po raz kolejny powrócił do ojczyzny, zasilając stołeczny River Plate Montevideo. Tam spędził pół roku, po czym za sprawą dobrych występów ponownie znalazł zatrudnienie w Club Nacional de Football. Tym razem występował w jego barwach trzy lata – w sezonie 2011/2012 zdobył z Nacional swój trzeci tytuł mistrza Urugwaju, jednak z racji zaawansowanego wieku nie potrafił sobie już wywalczyć na stałe pewnego miejsca w składzie. Notował regularne występy, jednak na ogół był rezerwowym dla graczy takich jak Richard Porta, Gonzalo Bueno czy Iván Alonso. Ostatni rok swojej kariery spędził w stołecznym, skromnym CA Fénix, po czym w wieku 37 lat zdecydował się zakończyć karierę.

## Kariera reprezentacyjna
W seniorskiej reprezentacji Urugwaju Medina zadebiutował za kadencji tymczasowego selekcjonera Gustavo Ferrína, 1 marca 2006 w przegranym 1:2 meczu towarzyskim z Anglią. Był to zarazem jego jedyny występ w kadrze narodowej.

## Kariera trenerska
Po zakończeniu kariery Medina znalazł zatrudnienie w swoim byłym zespole Club Nacional de Football. W latach 2016–2017 pracował na stanowisku trenera drugiej drużyny Nacionalu, zaś w styczniu 2018 zastąpił Martína Lasarte w roli szkoleniowca pierwszego zespołu.